# Kamiane (Rovenki)
Kamiane (en ucraniano: Кам'яне; en ruso: Каменное, romanizado: Kamennoye) es un asentamiento urbano ucraniano perteneciente al óblast de Lugansk. Situado en el este del país, hasta 2020 era parte del raión de Antratsit, pero desde entonces es parte del raión de Rovenki y del municipio (hromada) de Antratsit.
El asentamiento se encuentra ocupado por Rusia desde la guerra del Dombás, siendo administrado como parte de la de facto República Popular de Lugansk y luego ilegalmente integrado en Rusia como parte de la República Popular de Lugansk rusa.

## Geografía
Kamiane está a orillas del río Kamianka, a 9 km al suroeste de Antratsit y 45 km al sur de Lugansk. 

## Historia
Kamiane se fundó en 1787 e inicialmente se llamó Kamiani Yar (en ucraniano: Кам'яний Яр; en ruso: Каменный Яр, romanizado: Kameni Yar) 
El pueblo se renombró como Kamiano-Millerove (en ucraniano: Кам'яно-Міллерове) de 1929 a 1938. La localidad se convirtió en un asentamiento de tipo urbano en 1938.
Durante la Segunda Guerra Mundial, Kamiano-Millerove fue ocupado por las tropas alemanas que avanzaban en 1941, pero en 1943 fue liberado por las tropas soviéticas. El 23 de noviembre de 1945 se cambió de nuevo el nombre a Kamiane.
En verano de 2014, durante la guerra del Dombás, los separatistas prorrusos tomaron el control de Kamiane y desde entonces está controlado por la autoproclamada República Popular de Lugansk.

## Demografía
La evolución de la población entre 1859 y 2022 fue la siguiente:
| 613                                                           | 764 | 3671 | 2758 | 2727 | 2673 | 2658 |
| (Fuente: Cities & Towns of Ukraine y UKRAINE: Größere Städte) |     |      |      |      |      |      |

Según el censo de 2001, la lengua materna de la mayoría de los habitantes, el 87,01%, es el ruso; del 12,93% es el ucraniano.

## Economía
Los pozos de carbón de la ciudad se cerraron en 1997 debido a la falta de rentabilidad.